# Eleições europeias de 2019 no Funchal

## Resultados Oficiais
| Partido                 | Partido                                         | Votos   | %               | +/-  |
| ----------------------- | ----------------------------------------------- | ------- | --------------- | ---- |
|                         | Partido Social Democrata                        | 14 635  | 33,72 / 100,00  | -    |
|                         | Partido Socialista                              | 11 861  | 27,33 / 100,00  | 3,59 |
|                         | CDS – Partido Popular                           | 3 311   | 7,63 / 100,00   | -    |
|                         | Bloco de Esquerda                               | 2 619   | 6,03 / 100,00   | 1,44 |
|                         | Pessoas–Animais–Natureza                        | 1 760   | 4,06 / 100,00   | 0,16 |
|                         | Coligação Democrática Unitária                  | 1 667   | 3,84 / 100,00   | 2,60 |
|                         | Aliança                                         | 862     | 1,99 / 100,00   | Novo |
|                         | Partido Unido dos Reformados e Pensionistas     | 698     | 1,61 / 100,00   | Novo |
|                         | LIVRE                                           | 592     | 1,36 / 100,00   | 0,89 |
|                         | Iniciativa Liberal                              | 588     | 1,35 / 100,00   | Novo |
|                         | Basta!                                          | 580     | 1,34 / 100,00   | 0,32 |
|                         | Partido Trabalhista Português                   | 503     | 1,16 / 100,00   | 4,71 |
|                         | Nós, Cidadãos!                                  | 451     | 1,04 / 100,00   | Novo |
|                         | Partido Comunista dos Trabalhadores Portugueses | 437     | 1,01 / 100,00   | 0,89 |
|                         | Outros (com menos de 1,00%)                     | 660     | 1,52 / 100,00   |      |
| Votos Inválidos         | Votos Inválidos                                 | 2 175   | 5,01 / 100,00   | 3,70 |
| Total                   | Total                                           | 43 399  | 100,00 / 100,00 |      |
| Eleitorado/Participação | Eleitorado/Participação                         | 106 993 | 40,56 / 100,00  | 5,23 |

## Resultados por Freguesia
Os resultados seguintes referem-se aos partidos que obtiveram mais de 1,00% dos votos:
| Freguesia                  | %     | %     | %    | %    | %    | %    | %    | %    | %    | %    | %    | %    | %    | %    | Votantes |
| Freguesia                  | PSD   | PS    | CDS  | BE   | PAN  | CDU  | A    | PURP | L    | IL   | B!   | PTP  | NC!  | PCTP | Votantes |
| -------------------------- | ----- | ----- | ---- | ---- | ---- | ---- | ---- | ---- | ---- | ---- | ---- | ---- | ---- | ---- | -------- |
| Imaculado Coração de Maria | 31,26 | 29,16 | 8,01 | 5,17 | 3,90 | 4,47 | 1,62 | 2,28 | 1,05 | 1,53 | 1,84 | 1,44 | 1,01 | 0,74 | 2 284    |
| Monte                      | 35,54 | 28,07 | 6,61 | 5,38 | 3,80 | 3,80 | 1,49 | 1,41 | 1,62 | 0,94 | 1,32 | 1,28 | 0,81 | 1,45 | 2 344    |
| Santa Luzia                | 34,59 | 28,84 | 8,77 | 7,05 | 4,43 | 3,35 | 1,68 | 1,03 | 1,33 | 1,46 | 0,56 | 0,82 | 1,03 | 0,64 | 2 327    |
| Santa Maria Maior          | 32,49 | 29,51 | 8,18 | 6,32 | 4,03 | 3,70 | 1,56 | 1,33 | 1,20 | 1,50 | 1,18 | 0,99 | 1,14 | 1,04 | 5 266    |
| Santo António              | 32,19 | 26,06 | 7,37 | 5,64 | 4,35 | 4,77 | 2,28 | 2,02 | 1,47 | 1,07 | 1,58 | 1,32 | 1,15 | 1,26 | 10 594   |
| São Gonçalo                | 33,73 | 31,06 | 6,96 | 5,34 | 2,63 | 3,20 | 1,71 | 2,19 | 1,36 | 1,10 | 1,23 | 1,14 | 0,96 | 1,27 | 2 283    |
| São Martinho               | 33,21 | 26,58 | 8,03 | 6,80 | 4,58 | 3,18 | 2,15 | 1,47 | 1,43 | 1,56 | 1,36 | 1,08 | 1,07 | 0,84 | 10 433   |
| São Pedro                  | 32,23 | 27,62 | 7,43 | 6,59 | 3,45 | 4,79 | 2,40 | 1,06 | 1,48 | 2,01 | 1,30 | 1,16 | 0,92 | 0,77 | 2 839    |
| São Roque                  | 39,51 | 26,19 | 6,13 | 5,31 | 3,42 | 3,37 | 1,99 | 1,61 | 1,02 | 0,89 | 1,20 | 1,30 | 0,82 | 0,82 | 3 918    |
| Sé                         | 41,76 | 23,31 | 9,81 | 4,86 | 3,24 | 2,25 | 1,62 | 0,81 | 1,62 | 2,25 | 0,99 | 0,54 | 0,99 | 0,99 | 1 111    |
| Funchal                    | 33,72 | 27,33 | 7,63 | 6,03 | 4,06 | 3,84 | 1,99 | 1,61 | 1,36 | 1,35 | 1,34 | 1,16 | 1,04 | 1,01 | 43 399   |

#### Imaculado Coração de Maria
| Partido                 | Partido                                     | Votos | %               | +/-  |
| ----------------------- | ------------------------------------------- | ----- | --------------- | ---- |
|                         | Partido Social Democrata                    | 714   | 31,26 / 100,00  | -    |
|                         | Partido Socialista                          | 666   | 29,16 / 100,00  | 4,96 |
|                         | CDS – Partido Popular                       | 183   | 8,01 / 100,00   | -    |
|                         | Bloco de Esquerda                           | 118   | 5,17 / 100,00   | 1,19 |
|                         | Coligação Democrática Unitária              | 102   | 4,47 / 100,00   | 3,12 |
|                         | Pessoas–Animais–Natureza                    | 89    | 3,90 / 100,00   | 0,06 |
|                         | Partido Unido dos Reformados e Pensionistas | 52    | 2,28 / 100,00   | Novo |
|                         | Basta!                                      | 42    | 1,84 / 100,00   | 0,84 |
|                         | Aliança                                     | 37    | 1,62 / 100,00   | Novo |
|                         | Iniciativa Liberal                          | 35    | 1,53 / 100,00   | Novo |
|                         | Partido Trabalhista Português               | 33    | 1,44 / 100,00   | 4,00 |
|                         | LIVRE                                       | 24    | 1,05 / 100,00   | 1,05 |
|                         | Nós, Cidadãos!                              | 23    | 1,01 / 100,00   | Novo |
|                         | Outros (com menos de 1,00%)                 | 57    | 2,49 / 100,00   |      |
| Votos Inválidos         | Votos Inválidos                             | 109   | 4,77 / 100,00   | 2,96 |
| Total                   | Total                                       | 2 284 | 100,00 / 100,00 |      |
| Eleitorado/Participação | Eleitorado/Participação                     | 5 949 | 38,39 / 100,00  | 3,30 |

#### Monte
| Partido                 | Partido                                         | Votos | %               | +/-  |
| ----------------------- | ----------------------------------------------- | ----- | --------------- | ---- |
|                         | Partido Social Democrata                        | 833   | 35,54 / 100,00  | -    |
|                         | Partido Socialista                              | 658   | 28,07 / 100,00  | 5,40 |
|                         | CDS – Partido Popular                           | 155   | 6,61 / 100,00   | -    |
|                         | Bloco de Esquerda                               | 126   | 5,38 / 100,00   | 2,19 |
|                         | Pessoas–Animais–Natureza                        | 89    | 3,80 / 100,00   | 0,69 |
|                         | Coligação Democrática Unitária                  | 89    | 3,80 / 100,00   | 4,25 |
|                         | LIVRE                                           | 38    | 1,62 / 100,00   | 0,60 |
|                         | Aliança                                         | 35    | 1,49 / 100,00   | Novo |
|                         | Partido Comunista dos Trabalhadores Portugueses | 34    | 1,45 / 100,00   | 0,86 |
|                         | Partido Unido dos Reformados e Pensionistas     | 33    | 1,41 / 100,00   | Novo |
|                         | Basta!                                          | 31    | 1,32 / 100,00   | 0,80 |
|                         | Partido Trabalhista Português                   | 30    | 1,28 / 100,00   | 4,74 |
|                         | Outros (com menos de 1,00%)                     | 81    | 3,45 / 100,00   |      |
| Votos Inválidos         | Votos Inválidos                                 | 112   | 4,78 / 100,00   | 3,69 |
| Total                   | Total                                           | 2 344 | 100,00 / 100,00 |      |
| Eleitorado/Participação | Eleitorado/Participação                         | 5 917 | 39,61 / 100,00  | 5,79 |

#### Santa Luzia
| Partido                 | Partido                                     | Votos | %               | +/-  |
| ----------------------- | ------------------------------------------- | ----- | --------------- | ---- |
|                         | Partido Social Democrata                    | 805   | 34,59 / 100,00  | -    |
|                         | Partido Socialista                          | 671   | 28,84 / 100,00  | 5,99 |
|                         | CDS – Partido Popular                       | 204   | 8,77 / 100,00   | -    |
|                         | Bloco de Esquerda                           | 164   | 7,05 / 100,00   | 2,47 |
|                         | Pessoas–Animais–Natureza                    | 103   | 4,43 / 100,00   | 0,28 |
|                         | Coligação Democrática Unitária              | 78    | 3,35 / 100,00   | 2,08 |
|                         | Aliança                                     | 39    | 1,68 / 100,00   | Novo |
|                         | Iniciativa Liberal                          | 34    | 1,46 / 100,00   | Novo |
|                         | LIVRE                                       | 31    | 1,33 / 100,00   | 0,46 |
|                         | Partido Unido dos Reformados e Pensionistas | 24    | 1,03 / 100,00   | Novo |
|                         | Nós, Cidadãos!                              | 24    | 1,03 / 100,00   | Novo |
|                         | Outros (com menos de 1,00%)                 | 72    | 3,09 / 100,00   |      |
| Votos Inválidos         | Votos Inválidos                             | 78    | 3,35 / 100,00   | 4,82 |
| Total                   | Total                                       | 2 327 | 100,00 / 100,00 |      |
| Eleitorado/Participação | Eleitorado/Participação                     | 5 763 | 40,38 / 100,00  | 3,02 |

#### Santa Maria Maior
| Partido                 | Partido                                         | Votos  | %               | +/-  |
| ----------------------- | ----------------------------------------------- | ------ | --------------- | ---- |
|                         | Partido Social Democrata                        | 1 711  | 32,49 / 100,00  | -    |
|                         | Partido Socialista                              | 1 554  | 29,51 / 100,00  | 3,70 |
|                         | CDS – Partido Popular                           | 431    | 8,18 / 100,00   | -    |
|                         | Bloco de Esquerda                               | 333    | 6,32 / 100,00   | 1,86 |
|                         | Pessoas–Animais–Natureza                        | 212    | 4,03 / 100,00   | 0,20 |
|                         | Coligação Democrática Unitária                  | 195    | 3,70 / 100,00   | 1,95 |
|                         | Aliança                                         | 82     | 1,56 / 100,00   | Novo |
|                         | Iniciativa Liberal                              | 79     | 1,50 / 100,00   | Novo |
|                         | Partido Unido dos Reformados e Pensionistas     | 70     | 1,33 / 100,00   | Novo |
|                         | LIVRE                                           | 63     | 1,20 / 100,00   | 0,84 |
|                         | Basta!                                          | 62     | 1,18 / 100,00   | 0,69 |
|                         | Nós, Cidadãos!                                  | 60     | 1,14 / 100,00   | Novo |
|                         | Partido Comunista dos Trabalhadores Portugueses | 55     | 1,04 / 100,00   | 0,94 |
|                         | Outros (com menos de 1,00%)                     | 122    | 2,32 / 100,00   |      |
| Votos Inválidos         | Votos Inválidos                                 | 237    | 4,51 / 100,00   | 4,12 |
| Total                   | Total                                           | 5 266  | 100,00 / 100,00 |      |
| Eleitorado/Participação | Eleitorado/Participação                         | 12 626 | 41,71 / 100,00  | 4,09 |

#### Santo António
| Partido                 | Partido                                         | Votos  | %               | +/-  |
| ----------------------- | ----------------------------------------------- | ------ | --------------- | ---- |
|                         | Partido Social Democrata                        | 3 410  | 32,19 / 100,00  | -    |
|                         | Partido Socialista                              | 2 761  | 26,06 / 100,00  | 2,49 |
|                         | CDS – Partido Popular                           | 781    | 7,37 / 100,00   | -    |
|                         | Bloco de Esquerda                               | 598    | 5,64 / 100,00   | 1,47 |
|                         | Coligação Democrática Unitária                  | 505    | 4,77 / 100,00   | 2,53 |
|                         | Pessoas–Animais–Natureza                        | 461    | 4,35 / 100,00   | 0,32 |
|                         | Aliança                                         | 242    | 2,28 / 100,00   | Novo |
|                         | Partido Unido dos Reformados e Pensionistas     | 214    | 2,02 / 100,00   | Novo |
|                         | Basta!                                          | 167    | 1,58 / 100,00   | 0,30 |
|                         | LIVRE                                           | 156    | 1,47 / 100,00   | 0,64 |
|                         | Partido Trabalhista Português                   | 140    | 1,32 / 100,00   | 5,83 |
|                         | Partido Comunista dos Trabalhadores Portugueses | 134    | 1,26 / 100,00   | 0,93 |
|                         | Partido Democrático Republicano                 | 133    | 1,26 / 100,00   | Novo |
|                         | Nós, Cidadãos!                                  | 122    | 1,15 / 100,00   | Novo |
|                         | Iniciativa Liberal                              | 113    | 1,07 / 100,00   | Novo |
|                         | Outros (com menos de 1,00%)                     | 64     | 0,60 / 100,00   |      |
| Votos Inválidos         | Votos Inválidos                                 | 593    | 5,60 / 100,00   | 3,95 |
| Total                   | Total                                           | 10 594 | 100,00 / 100,00 |      |
| Eleitorado/Participação | Eleitorado/Participação                         | 25 315 | 41,85 / 100,00  | 5,63 |

#### São Gonçalo
| Partido                 | Partido                                         | Votos | %               | +/-  |
| ----------------------- | ----------------------------------------------- | ----- | --------------- | ---- |
|                         | Partido Social Democrata                        | 770   | 33,73 / 100,00  | -    |
|                         | Partido Socialista                              | 709   | 31,06 / 100,00  | 4,49 |
|                         | CDS – Partido Popular                           | 159   | 6,96 / 100,00   | -    |
|                         | Bloco de Esquerda                               | 122   | 5,34 / 100,00   | 0,25 |
|                         | Coligação Democrática Unitária                  | 73    | 3,20 / 100,00   | 2,34 |
|                         | Pessoas–Animais–Natureza                        | 60    | 2,63 / 100,00   | 0,92 |
|                         | Partido Unido dos Reformados e Pensionistas     | 50    | 2,19 / 100,00   | Novo |
|                         | Aliança                                         | 39    | 1,71 / 100,00   | Novo |
|                         | LIVRE                                           | 31    | 1,36 / 100,00   | 0,59 |
|                         | Partido Comunista dos Trabalhadores Portugueses | 29    | 1,27 / 100,00   | 0,93 |
|                         | Basta!                                          | 28    | 1,23 / 100,00   | 0,12 |
|                         | Partido Trabalhista Português                   | 26    | 1,14 / 100,00   | 5,25 |
|                         | Iniciativa Liberal                              | 25    | 1,10 / 100,00   | Novo |
|                         | Outros (com menos de 1,00%)                     | 51    | 2,24 / 100,00   |      |
| Votos Inválidos         | Votos Inválidos                                 | 111   | 4,87 / 100,00   | 3,67 |
| Total                   | Total                                           | 2 283 | 100,00 / 100,00 |      |
| Eleitorado/Participação | Eleitorado/Participação                         | 5 899 | 38,70 / 100,00  | 5,47 |

#### São Martinho
| Partido                 | Partido                                     | Votos  | %               | +/-  |
| ----------------------- | ------------------------------------------- | ------ | --------------- | ---- |
|                         | Partido Social Democrata                    | 3 465  | 33,21 / 100,00  | -    |
|                         | Partido Socialista                          | 2 773  | 26,58 / 100,00  | 3,86 |
|                         | CDS – Partido Popular                       | 838    | 8,03 / 100,00   | -    |
|                         | Bloco de Esquerda                           | 709    | 6,80 / 100,00   | 1,32 |
|                         | Pessoas–Animais–Natureza                    | 478    | 4,58 / 100,00   | 0,53 |
|                         | Coligação Democrática Unitária              | 332    | 3,18 / 100,00   | 2,66 |
|                         | Aliança                                     | 224    | 2,15 / 100,00   | Novo |
|                         | Iniciativa Liberal                          | 163    | 1,56 / 100,00   | Novo |
|                         | Partido Unido dos Reformados e Pensionistas | 153    | 1,47 / 100,00   | Novo |
|                         | LIVRE                                       | 149    | 1,43 / 100,00   | 1,46 |
|                         | Basta!                                      | 142    | 1,36 / 100,00   | 0,32 |
|                         | Partido Trabalhista Português               | 113    | 1,08 / 100,00   | 4,54 |
|                         | Nós, Cidadãos!                              | 112    | 1,07 / 100,00   | Novo |
|                         | Outros (com menos de 1,00%)                 | 241    | 2,30 / 100,00   |      |
| Votos Inválidos         | Votos Inválidos                             | 541    | 5,18 / 100,00   | 3,35 |
| Total                   | Total                                       | 10 433 | 100,00 / 100,00 |      |
| Eleitorado/Participação | Eleitorado/Participação                     | 26 302 | 39,67 / 100,00  | 6,77 |

#### São Pedro
| Partido                 | Partido                                     | Votos | %               | +/-  |
| ----------------------- | ------------------------------------------- | ----- | --------------- | ---- |
|                         | Partido Social Democrata                    | 915   | 32,23 / 100,00  | -    |
|                         | Partido Socialista                          | 784   | 27,62 / 100,00  | 2,97 |
|                         | CDS – Partido Popular                       | 211   | 7,43 / 100,00   | -    |
|                         | Bloco de Esquerda                           | 187   | 6,59 / 100,00   | 1,68 |
|                         | Coligação Democrática Unitária              | 136   | 4,79 / 100,00   | 2,16 |
|                         | Pessoas–Animais–Natureza                    | 98    | 3,45 / 100,00   | 0,13 |
|                         | Aliança                                     | 68    | 2,40 / 100,00   | Novo |
|                         | Iniciativa Liberal                          | 57    | 2,01 / 100,00   | Novo |
|                         | LIVRE                                       | 42    | 1,48 / 100,00   | 0,68 |
|                         | Basta!                                      | 37    | 1,30 / 100,00   | 0,18 |
|                         | Partido Trabalhista Português               | 33    | 1,16 / 100,00   | 3,63 |
|                         | Partido Unido dos Reformados e Pensionistas | 30    | 1,06 / 100,00   | Novo |
|                         | Outros (com menos de 1,00%)                 | 89    | 3,14 / 100,00   |      |
| Votos Inválidos         | Votos Inválidos                             | 152   | 5,35 / 100,00   | 2,12 |
| Total                   | Total                                       | 2 839 | 100,00 / 100,00 |      |
| Eleitorado/Participação | Eleitorado/Participação                     | 7 475 | 37,98 / 100,00  | 4,67 |

#### São Roque
| Partido                 | Partido                                     | Votos | %               | +/-  |
| ----------------------- | ------------------------------------------- | ----- | --------------- | ---- |
|                         | Partido Social Democrata                    | 1 548 | 39,51 / 100,00  | -    |
|                         | Partido Socialista                          | 1 026 | 26,19 / 100,00  | 2,82 |
|                         | CDS – Partido Popular                       | 240   | 6,13 / 100,00   | -    |
|                         | Bloco de Esquerda                           | 208   | 5,31 / 100,00   | 1,04 |
|                         | Pessoas–Animais–Natureza                    | 134   | 3,42 / 100,00   | 0,15 |
|                         | Coligação Democrática Unitária              | 132   | 3,37 / 100,00   | 3,18 |
|                         | Aliança                                     | 78    | 1,99 / 100,00   | Novo |
|                         | Partido Unido dos Reformados e Pensionistas | 63    | 1,61 / 100,00   | Novo |
|                         | Partido Trabalhista Português               | 51    | 1,30 / 100,00   | 3,51 |
|                         | Basta!                                      | 47    | 1,20 / 100,00   | 0,29 |
|                         | LIVRE                                       | 40    | 1,02 / 100,00   | 0,86 |
|                         | Outros (com menos de 1,00%)                 | 155   | 3,96 / 100,00   |      |
| Votos Inválidos         | Votos Inválidos                             | 196   | 5,01 / 100,00   | 4,39 |
| Total                   | Total                                       | 3 918 | 100,00 / 100,00 |      |
| Eleitorado/Participação | Eleitorado/Participação                     | 8 561 | 45,77 / 100,00  | 4,88 |

#### Sé
| Partido                 | Partido                        | Votos | %               | +/-  |
| ----------------------- | ------------------------------ | ----- | --------------- | ---- |
|                         | Partido Social Democrata       | 464   | 41,76 / 100,00  | -    |
|                         | Partido Socialista             | 259   | 23,31 / 100,00  | 3,69 |
|                         | CDS – Partido Popular          | 109   | 9,81 / 100,00   | -    |
|                         | Bloco de Esquerda              | 54    | 4,86 / 100,00   | 0,44 |
|                         | Pessoas–Animais–Natureza       | 36    | 3,24 / 100,00   | 0,26 |
|                         | Coligação Democrática Unitária | 25    | 2,25 / 100,00   | 1,25 |
|                         | Iniciativa Liberal             | 25    | 2,25 / 100,00   | Novo |
|                         | Aliança                        | 18    | 1,62 / 100,00   | Novo |
|                         | LIVRE                          | 18    | 1,62 / 100,00   | 1,03 |
|                         | Outros (com menos de 1,00%)    | 57    | 5,13 / 100,00   |      |
| Votos Inválidos         | Votos Inválidos                | 46    | 4,14 / 100,00   | 3,28 |
| Total                   | Total                          | 1 111 | 100,00 / 100,00 |      |
| Eleitorado/Participação | Eleitorado/Participação        | 3 186 | 34,87 / 100,00  | 3,31 |